# ソマンタジン
ソマンタジン（Somantadine（INN）、開発コードネーム PR 741-976）、または塩酸塩の場合はソマンタジン塩酸塩（USAN）は、アマンタジンやリマンタジンに関連するアダマンタンファミリーの抗ウイルス薬の実験薬で、医薬品として販売されることはなかった。1978年に初めて記述された。